# 青松侯寶垣中學
青松侯寶垣中學（英語：Ching Chung Hau Po Woon Secondary School，簡稱侯中），為一所位於香港屯門區的津貼中學，於2000年創立。

## 歷史
此校於1998年由青松觀向政府申辦，並獲分配現時校址，成為該機構開辦的唯一一所中學。
按照原來進度，校舍將於1999年12月竣工。但由於工程進度延誤，此校校舍要到同年10月才封頂，直至2000年4月才接收校舍，隨後於同年9月正式開辦。
於創校期間，由於青松觀時任觀長侯寶垣於1999年逝世，為紀念他生前對香港道教界的貢獻，此校因而冠名。
2002年12月20日，此校舉行開幕典禮，由時任立法會主席范徐麗泰主持。

## 歷任管治人員

### 校監
- 蔡惠霖先生（2000年-2005年，創校校監）
- 周和來先生（2005年起，現任校監）

### 校長
- 潘笑蘭女士（2000年-2013年，創校校長）[7]
- 鄭鍾榮先生（2013年-2024年）
- 方嘉琪女士（2024年起，現任校長）[8]

## 課程及班級結構
截至2024年，此校設有18班，每一級均設3班。
而在課程方面，此校除英文科外均以中文授課，而高中可選選修科包括化學、生物、物理、經濟、企會財、地理、中國歷史、世界歷史、資訊及通訊科技、視藝。

## 校舍
此校為一所1998年版本的中學靈活式校舍，佔地6,089平方米，包括地下共有8層，設30間課室及各類特別室。
校舍由保強工程有限公司承建，於1998年7月動工，為全港最後一座由政府直接興建的同類校舍。
值得一提的是，此校與另外三間中、小學，均為香港主權移交後，首批交付立法會審議的新建校計劃之一，於1997年11月審議。

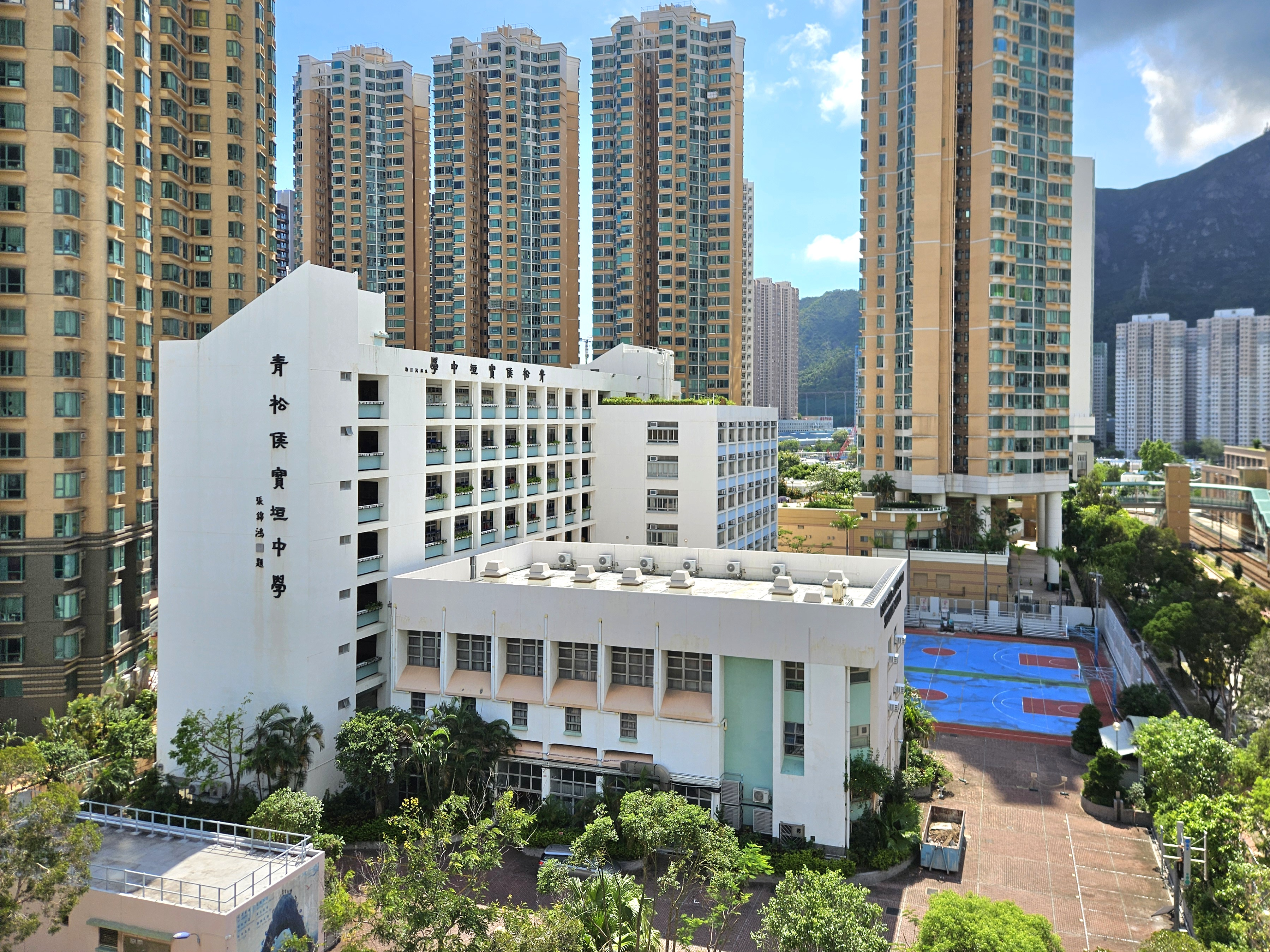
青松侯寶垣中學校舍整體
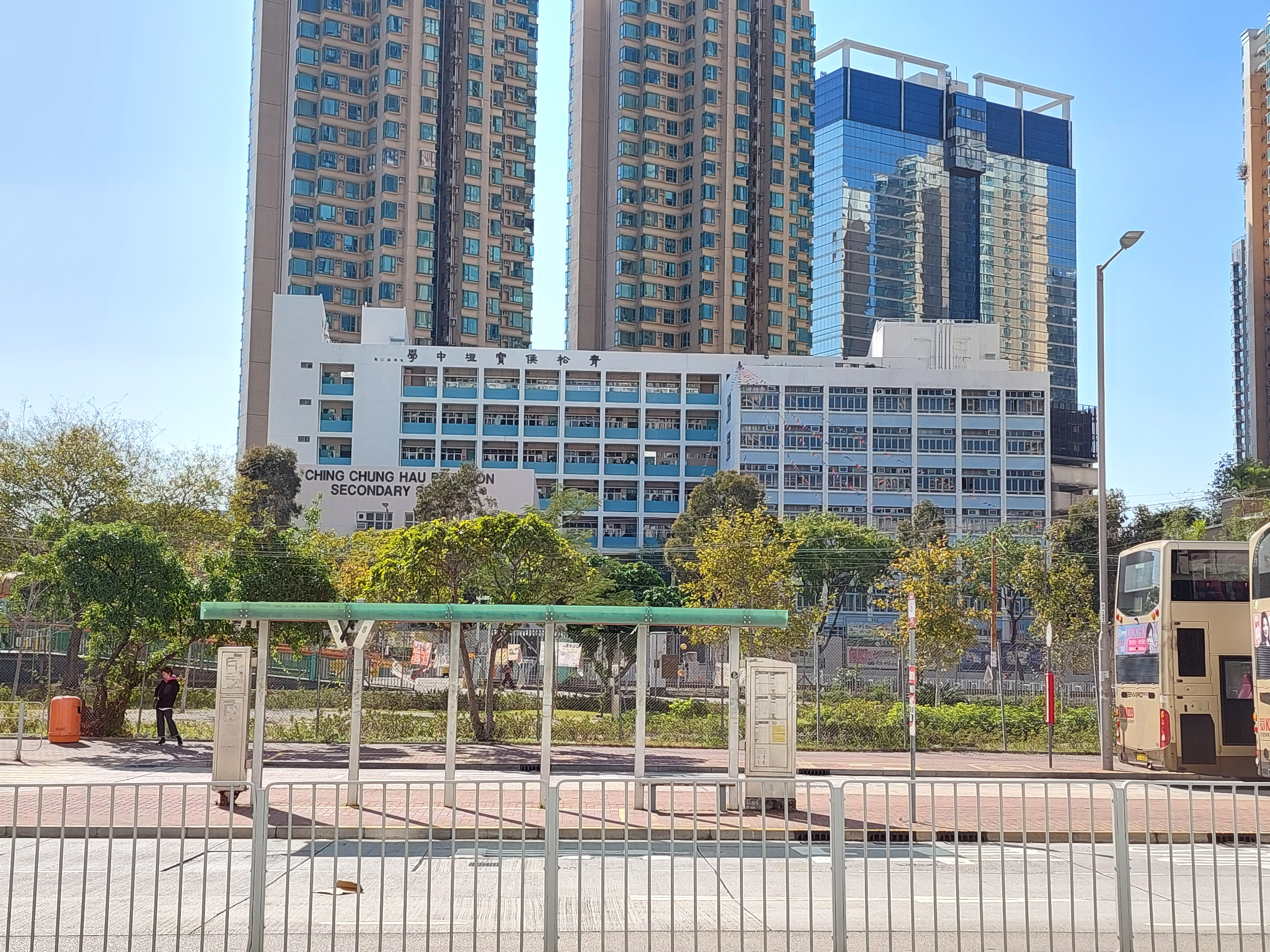
青松侯寶垣中學校舍外貌（2021年12月）

## 軼事及事件
- 2020年8月-10月期間，此校一名言語治療師自內聯網擅取多名女生的聯絡資料，並於會面後私下聯絡她們。及後，肇事者已從此校離職，並於同年11月被警方拘捕[12]。
- 2021年4月22日，由於此校有學生屬2019冠狀病毒病患者的密切接觸者，導致校舍需要關閉作消毒；而翌日原訂於此校應考香港中學文憑考試視藝科的考生，須轉至屯門官立中學應考[13]。
- 2024年9月30日下午3時左右，此校發生惡作劇事件，一名16歲男生於回答老師問題期間，被另一名15歲同學於其座椅放上原子筆。當事主坐下時，隨即被筆刺傷下體。及後，事主被送院治療，而肇事學生則被警方拘捕[14]。

## 註解
1. ↑  2021/22年度數字[2]
2. ↑  按照青松觀官方說法，香港道教聯合會青松中學為該機構開辦的第一間中學，但該校實際上由香港道教聯合會創立
3. ↑  而全港最後一座同款校舍為聖馬可中學，由房委會代建，於2000年12月才完工
4. ↑  分別為嶺南中學、獅子會何德心小學及伊利沙伯中學舊生會小學分校。

## 外部連結
- 青松侯寶垣中學 （页面存档备份，存于）